# Središnja riška tržnica
Središnja riška tržnica (latvijski: Rīgas Centrāltirgus) najveća je europska tržnica smještena u Rigi, glavnom gradu Latvije. Jedno je od najpoznatijih i najprepoznatljivijih arhitektonskih ostvarenja u Latviji iz 20. stoljeća, zbog čega je područje tržnice uvršteno na UNESCO-ov popis svjetske baštine zajedno s područjem Stare Rige (Vecrīge) 1998. godine. Nacrti i plan gradnje izrađeni su 1922., a građena je punih šest godina - od 1924. do 1930. godine. Glavne strukture i potporni sustav izgrađeni su korištenjem i prenamjenom dijelova starih njemačkih zračnih brodova (Zeppelina) u neoklasicističkom i Art Deco stilu. Tržnica zauzima površinu od 72.300 četvornih kilometara na kojoj se nalazi više od 3.000 štandova na kojima se prodaje raznovrsno povrće, voće, začini, riba i meso.
Dioničko društvo Rīgas Centrāltirgus trenutačni je vlasnik tržnice, kojem je vlasništvo dodijelila općina Riga 2010. prema prijedlogu vijećnika Anatolijs Abramovs.
Zbog rasta broja velikih trgovina i trgovačkih centara, tržnica se sve više prilagođava kupcima i počinje pratiti načine prodaje i oglašavanja po uzoru na konkurente. Ipak, Riško gradsko vijeće donijelo je izvadak zakona, prema kojem tržnica mora zadržati svoju povijesnu, kulturnu i vlastitu vrijednost kao tržnice, a ne velikog trgovačkog prostora namijenjenog isključivo prodaji. Glavni razlozi donošenja zakona bili su i beskućnici, prosjaci i trgovci bez radne dozvole te vandalizam, kao posebni problem (grafiti). Osim vnadalizma, rad tržnice su ometale i česte krađe i policijski prekršaji te prevara kupca na većem broju štandova kao i obračunavanje previsokog iznosa PDV-a. Gradska administracija je najviše problema imala s varanjem turista i krajnje visokim cijenama, stoga je protiv svih prodavača koje je policija zapisala u registar prijestupnika podigla tužbu i zabranila im prodavanje. Osim turista, i nekolicina građana podnijela je sudske postupke protiv pojedinih prodavača u 2010. i 2011. godini. Već 2009. godine započela je izrada planova za nadogradnju i obnovu tržnice, koji su završeni 2010.

## Vanjske poveznice

### Mrežna mjesta
- Slike tržnice na playriga.com  Arhivirana inačica izvorne stranice od 31. siječnja 2013. (Wayback Machine) (engl.)
- Službena stranica grada Rige (let.) (rus.) (engl.) (fr.)
- Turistička prezentacija Rige  Arhivirana inačica izvorne stranice od 23. ožujka 2005. (Wayback Machine) (let.) (rus.) (engl.) (fr.) (njem.)

### Ostali projekti
|  | Zajednički poslužitelj ima još gradiva o temi Središnja riška tržnica |